# Sednoid

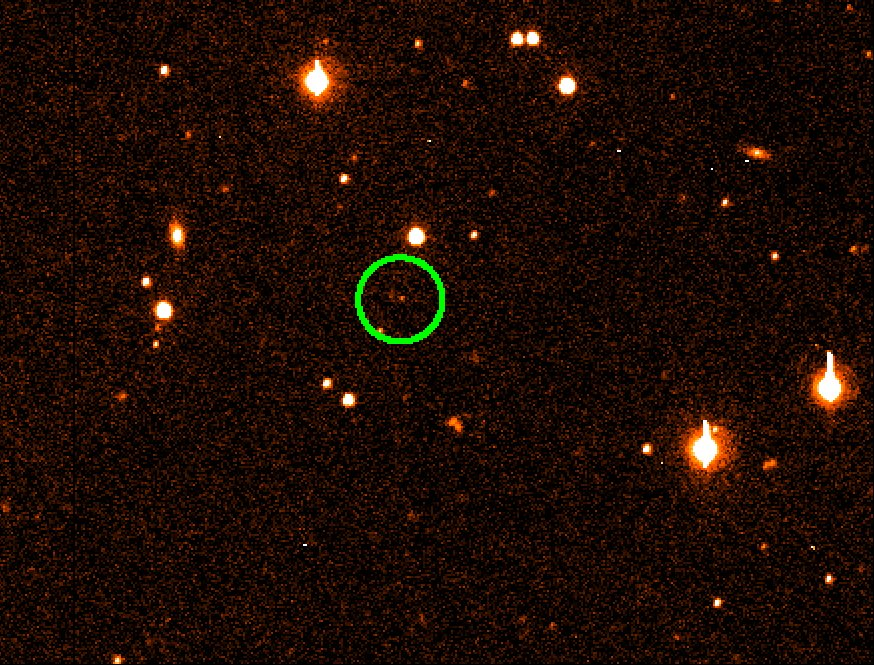
Sedna, eponymen och första kända sednoiden

En sednoid är ett transneptunskt objekt med ett perihelium större än 50 AU och har en halv storaxel större än 150 AU.